# Sistotrema botryobasidioides
Sistotrema botryobasidioides é uma espécie de fungo pertence à família Hydnaceae.